# Liste des gares de la wilaya de Tlemcen

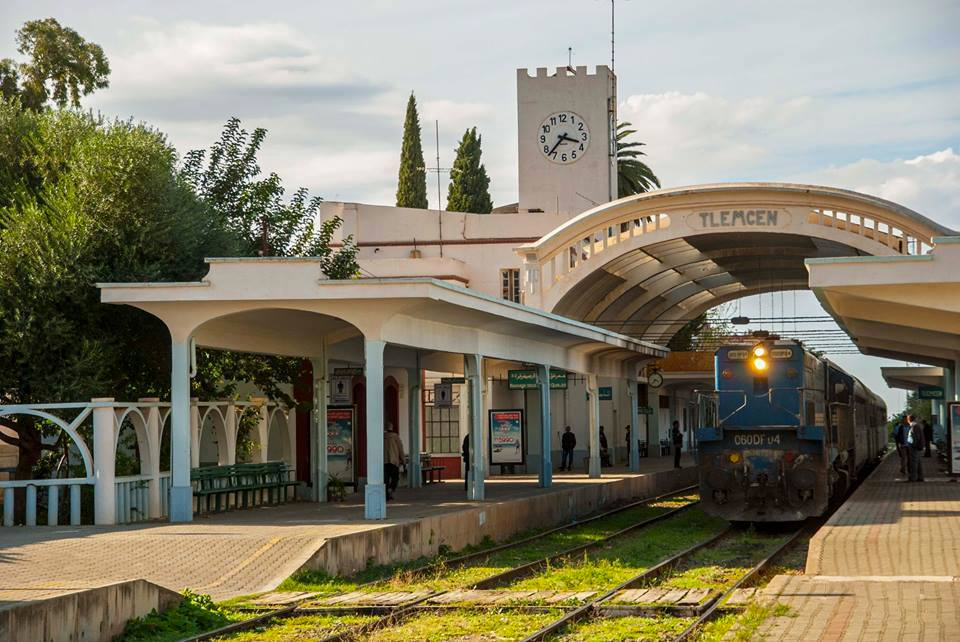
La gare de Tlemcen.

La liste des gares de la wilaya de Tlemcen, est une liste des gares ferroviaires situées dans la wilaya de Tlemcen, en Algérie.

## Gares ferroviaires dans la wilaya
La wilaya de Tlemcen compte 21 gares, dont six fermées ou disparues. Toutes les gares en service sont exploitées par la Société nationale des transports ferroviaires (SNTF).
| Gare                            | Commune       | Lignes                                    | Remarque    |
| ------------------------------- | ------------- | ----------------------------------------- | ----------- |
| Gare de Aïn Douz                | Beni Mester   | Tabia à Akid Abbes                        |             |
| Gare de Aïn Fezza               | Aïn Fezza     | Tabia à Akid Abbes                        |             |
| Gare de Aïn Tallout             | Aïn Tallout   | Tabia à Akid Abbes                        |             |
| Gare de Akid Abbes              | Maghnia       | Tabia à Akid Abbes Akid Abbes à Ghazaouet | Gare fermée |
| Gare de Ghazaouet               | Ghazaouet     | Akid Abbes à Ghazaouet                    | Gare fermée |
| Gare d'Imama                    | Mansourah     | Tabia à Akid Abbes                        |             |
| Gare de Maghnia                 | Maghnia       | Tabia à Akid Abbes                        |             |
| Gare de Mansourah               | Mansourah     | Tabia à Akid Abbes                        | Gare fermée |
| Gare de Nedroma                 | Nedroma       | Akid Abbes à Ghazaouet                    | Gare fermée |
| Gare de Oued Chouly             | Oued Lakhdar  | Tabia à Akid Abbes                        | Gare fermée |
| Gare de Oued Zitoun             | Sabra         | Tabia à Akid Abbes                        |             |
| Gare de Ouled Benziane          | Beni Mester   | Tabia à Akid Abbes                        |             |
| Gare de Ouled Mimoun            | Ouled Mimoun  | Tabia à Akid Abbes                        |             |
| Gare de Pasteur                 | Tlemcen       | Tabia à Akid Abbes                        |             |
| Gare de Sabra                   | Sabra         | Tabia à Akid Abbes                        |             |
| Gare de Sidi Medjahed           | Sidi Medjahed | Tabia à Akid Abbes                        |             |
| Gare de Souani                  | Souani        | Akid Abbes à Ghazaouet                    | Gare fermée |
| Gare de Tatenyaya               | Aïn Tallout   | Oued Tlelat à Béchar Tabia à Crampel      | Gare fermée |
| Gare de Tlemcen                 | Tlemcen       | Tabia à Akid Abbes                        |             |
| Gare de Tralimet                | Sidi Medjahed | Tabia à Akid Abbes                        |             |
| Gare de l'Université de Tlemcen | Mansourah     | Tabia à Akid Abbes                        |             |
| Gare de Zelboun                 | Beni Mester   | Tabia à Akid Abbes                        |             |

| \| Tlemcen Aïn · Douz Aïn Fezza Aïn Tallout Akid Abbes Ghazaouet Im. Maghnia Nedroma Oued · Zitoun Ouled Benziane Ouled Mimoun Pa. Souani Sidi · Medjahed Sabra Tralimet Zelboun \| Localisation des gares de la wilaya de Tlemcen · Im. : Imana • Pa. : Pasteur |
| Tlemcen Aïn · Douz Aïn Fezza Aïn Tallout Akid Abbes Ghazaouet Im. Maghnia Nedroma Oued · Zitoun Ouled Benziane Ouled Mimoun Pa. Souani Sidi · Medjahed Sabra Tralimet Zelboun                                                                                    |

## Lignes ferroviaires dans la wilaya
La wilaya est traversée par les lignes de Tabia à Akid Abbes et d'Akid Abbes à Ghazaouet.